# Dolichoderus goudiei
Dolichoderus goudiei é uma espécie de formiga do gênero Dolichoderus.